# Onychora mauretanicaria
Onychora mauretanicaria är en fjärilsart som beskrevs av Otto Staudinger 1901. Onychora mauretanicaria ingår i släktet Onychora och familjen mätare. Inga underarter finns listade i Catalogue of Life.